# Dywizja Stanisława Mokronowskiego

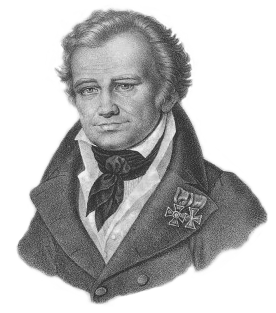
Stanisław Mokronowski

Dywizja Stanisława Mokronowskiego – jedna z formacji zbrojnych okresu powstania kościuszkowskiego.

## Formowanie i struktura dywizji
Dywizja została sformowana na Mazowszu Zachodnim w czerwcu 1794 z oddziałów garnizonu warszawskiego. 9 lipca walcząc pod Błoniem zmusiła wojska pruskie po krwawej potyczce do cofnięcia się umożliwiając tym samym Kościuszce podejście do stolicy. Później broniła północno-zachodniego odcinka obrony Warszawy. Po odwrocie przeciwnika spod stolicy osłaniała ją od strony dolnej Bzury. Po upadku Pragi żołnierze dywizji, opuszczeni przez dowódcę, rozeszli się do domów.
Dywizja nie miała standardowej organizacji. W każdym okresie składała się jednak z trzech rodzajów wojsk: piechoty i strzelców, kawalerii oraz artylerii. Podział wewnętrzny ograniczał się jedynie do tzw. komed. Występował natomiast podział ugrupowana dywizji:
- marszowy: awangarda, korpus (siły główne) i ariergarda;
- bojowy: pierwsza i druga linia piechoty, prawe i lewe skrzydło (przeważnie jazda), i korpus rezerwowy

## Żołnierze dywizji
Dowódcy dywizji
- gen. lejtn. Stanisław Mokronowski
- gen. lejtn. Józef Poniatowski (od sierpnia 1794)